# Пошехонський повіт
Пошехонський повіт - адміністративно-територіальна одиниця Ярославської губернії Російської імперії і РРФСР, що існувала в 1777-1929 роках.  Адміністративний центр - місто Пошехоння.

## Географія
Повіт розташовувався в північній частині Ярославської губернії. Площа, по Стрельбицькому, становила 5234 кв.  версти.

## Історія

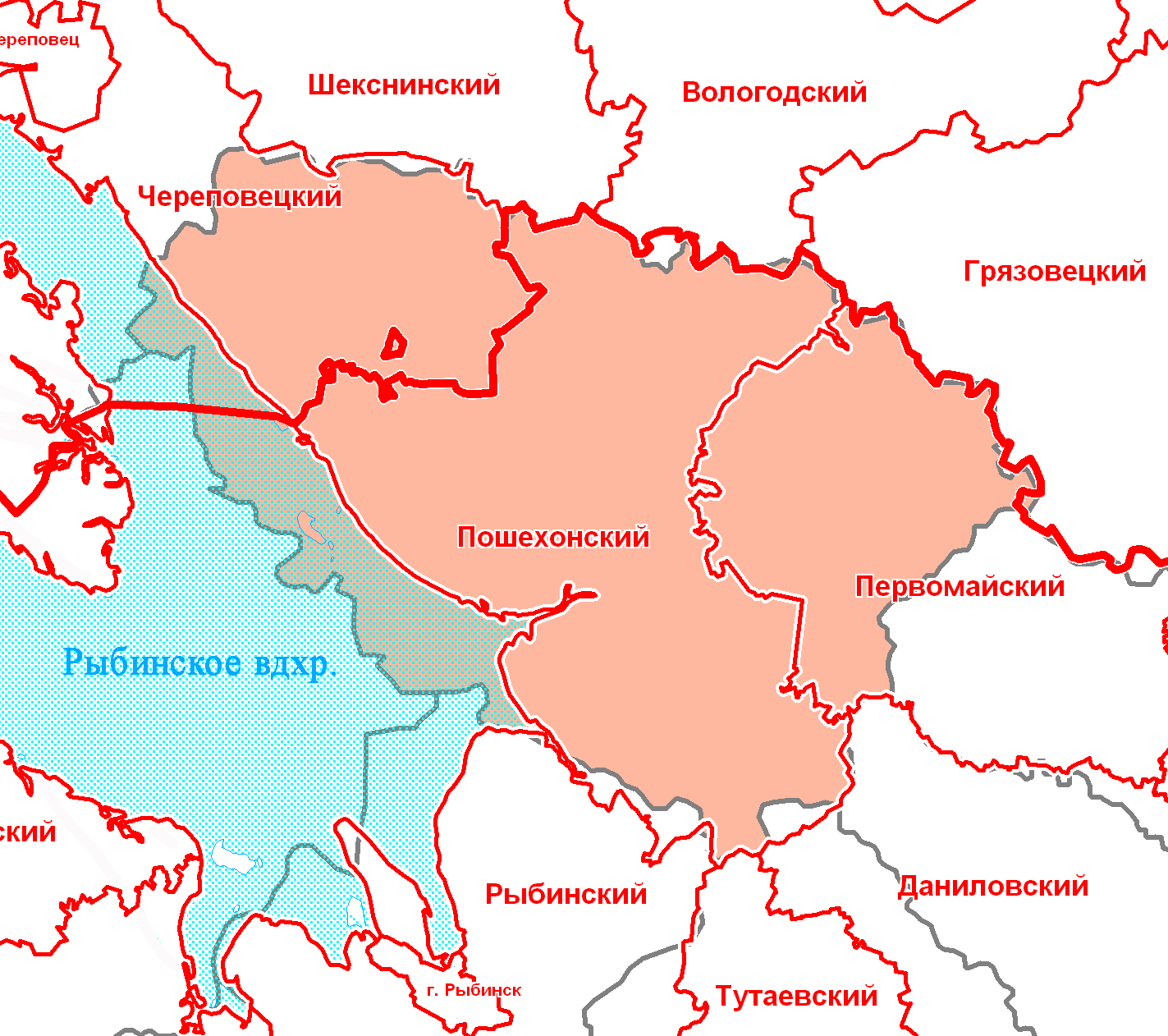
Пошехонський повіт в сучасній сітці районів

У 1486 році був утворений Білозерський повіт, а в 1541 рік, в період зміцнення Російської держави, з повіту виділена нова окрема адміністративна одиниця - Пошехонський повіт. Центром його було визначено село Біле. У 1540 році прийшов в «межі Пошехонськія» монах Адріан, зарахований згодом до лику святих, і з 1543-го почав будувати монастир, який зіграв помітну роль в історії повіту і міста.
У 1680 році адміністративний центр повіту і його міське правління були переведені з села Біле в монастирське село Пертома.
З 1727 року повіт приписаний до Ярославля і в складі Ярославської провінції - до Московської губернії.
У 1777 році Указом Катерини II село Пертома перейменовано в місто Пошехоння, повіт включений до складу Ярославської губернії, а в наступному році затверджений і герб міста.
У 1918 році повіт в слід за містом був перейменований в Пошехонне-Володарський повіт. У 1921-1923 роках повіт входив до складу Рибінській губернії.
У 1929 році повіт був розформований, його територія увійшла до складу Рибінського округу Іванівської Промислової області.

## Населення
За відомостями 1859 року населення повіту становило 97 995 жителів.
За переписом 1897 року населення повіту становило 110 912 осіб, в тому числі в місті Пошехоння — 4 033 мешканців.
За даними перепису населення 1926 року повіт мав 1596 населених пунктів з населенням 115 318 мешканців, в тому числі в місті Пошехоння — 4304 мешканців.

## Адміністративний устрій
У 1890 році до складу повіту входило 20 волостей
| № п / п | Волость          | Волосне правління          | Число селищ | Населення |
| ------- | ---------------- | -------------------------- | ----------- | --------- |
| 1       | Давидковська     | д. Матюшкіне               | 56          | 3762      |
| 2       | Еріловська       | м. Пошехоння               | 88          | 4566      |
| 3       | Ермаковська      | с. Ермакове                | 66          | 5636      |
| 4       | Займіщевська     | с. Давидівське в Яловці    | 75          | 3558      |
| 5       | Катрінська       | с. Карповські              | 81          | 5252      |
| 6       | Колобівська      | с. Федоркове               | 30          | 3257      |
| 7       | Меленківська     | д. Демідкове               | 57          | 5096      |
| 8       | Мусорська        | с. Воскресенське на Мусорі | 56          | 8263      |
| 9       | Ніколо-Раменська | д. Панфілка                | 75          | 3607      |
| 10      | Панфілівська     | д. Лапушка                 | 52          | 3441      |
| 11      | Подорванська     | д. Старе Село              | 77          | 6846      |
| 12      | Пошехонська      | м Пошехоння                | 83          | 4149      |
| 13      | Соколівська      | с. Владичне                | 74          | 6188      |
| 14      | Софронівська     | с. Грамотіне               | 89          | 7180      |
| 15      | Тарасівська      | д. Кобилінае               | 50          | 4381      |
| 16      | Трушківська      | с. Борисоглібске           | 39          | 2891      |
| 17      | Хмелівська       | д. Дор на Маткоме          | 45          | 5715      |
| 18      | Холмівська       | д. Притикіне               | 85          | 4871      |
| 19      | Щетинська        | с. Щетинське               | 53          | 6871      |
| 20      | Югська           | с. Батран                  | 31          | 3581      |

У 1913 році в повіті було також 20 волостей, центр Давидковської волості переміщений в с.  Нікольське, центр Тарасівської волості - в с.  Нікольське на Ухтоме, центр Трушковської волості - в д.  Трушкове, центр Холмівської волості - в с.  Покров-Рогулі.
У 1923 році в повіті було 13 укрупнених волостей:
- Білосільська - с. Біле,
- Володарська - с. Хмельове,
- Давидковська - с. Ніколо-Лісін,
- Ермаківська - с. Ермакове,
- Колобівська - с. Федоркове,
- Кукобійская - с.  Кукобій,
- Люксембурзька - с. Воскресенське на Мусорі ,
- Жовтнева - м.  Пошехоння-Володарськ,
- Панфілівська - с.  Панфілове,
- Першотравнева - с. Семенівське,
- Пролетарська - с.  Владичне;
- Свердловська - с.  Покров-Рогулі;
- Софронівская - с.  Колодіне.

## Населені пункти
Найбільші населені пункти за переписом населення 1897 р, жит.:
- м Пошехоння - 4033
- с. Пєльньове - 580
- с. Спас-Мякса - 538
- д. Саннікове - 490

## Економіка
Головним заняттям жителів було землеробство. Сіяли переважно озиму жито, овес, ячмінь, льон, картоплю. Орної землі 106871 десятин, сенокісної і пасовиськ -123604 десятин. У 1897 році посівна площа під озиминою на селянських надільних землях становила 29699 десятин, на власницьких - 4066 десятин. Сівозміна виключно трипільна; посів кормових трав в невеликій кількості проводився селянами на куплених землях і лише в поодиноких випадках на надільних. Коней - 22872, рогатої худоби - 45111 голів, овець - 24352, свиней - 537. Число безкінних і безкорівних господарств в різних волостях повіту коливалося від 1 до 12%. Землеробство мало забезпечувало місцевих селян; кошти, яких бракує до життя добувалися ремеслами і промислами. Промислових заводів було 814, з виробництвом на 261 372 руб., при 1148 робітників. Виробники масла - 182, вітряних млинів - 149, водяних - 64; маслоробень - 58, цегляних заводів - 17, сухозлотних майстерень - 16. Шкіряних зав. - 14, клеєварних - 9; паровий млин, сироварний завод та ін. Артільне сироваріння, розвинене з початку 1870-х років, спочатку прийняло великі розміри, але потім, внаслідок падіння цін на сир, занепало. Селяни-артільники перейшли на виробництво масла, переважно голштинського. За розрахунком земської управи, повіт постачав на ринок олії більш ніж на 650000 рублів на рік. Лісовий промисел, крім доставки дров для місцевих споживачів, знаходився в руках іногородніх купців, які скуповують ліс на зруб і сплавляють його по річках. Домашніми промислами займалися +1126 домохазяїнів. Найбільш розвинені промисли кушнірський, повстяний, бондарський, гончарний, шкіряний, фарбувальний, возові, шевський, столярний, теслярський, виробництва з лика і кори, виробництво з дерева лопат, борін і т. ін. Відхожі промисли розвинені були слабо; в цьому відношенні Пошехонський повіт посідав останнє місце в Ярославській губернії. Що йдуть на сторону становили 10% населення (у всій губернії - 14,6%). У 1896 році видано на тимчасову відсутність 12812 видів. Ішли переважно в Петербург, в Москву, в сусідні губернії і в низові міста. Найбільше число йдуть на сторону: кравці - 3746 чол., службовці в трактирах і питних закладах - 812, теслі - 450, шевці - 180, слюсаря, ковалі та мідники - 151.

## Освіта і соціальна сфера
Земських початкових шкіл 45, учнів 2580 (дівчаток 665); при 7 школах нічліжні притулки, церковно-парафіяльних шкіл 28 (одна церква-школа), учнів 1 092 (дівчаток 296); шкіл грамоти 31, учнів 606 (дев. 142). 1 міністерське училище з ремісничими класами. Реміснича школа в селі Владичному. Поштові відділення в 6 селах, в тому числі один телеграф. Земство містило 3 лікарських пункти, 9 прийомних фельдшерських покоїв, 7 повитух, ветеринара і ветеринарного фельдшера.